# The Magnetic Fields
A The Magnetic Fields (vagy csak Magnetic Fields) egy indie pop/experimental pop/sadcore együttes. 1989-ben alapította meg Stephin Merritt énekes Bostonban. Merritt később mellék-projektnek számító zenekarokat is alapított, The 6ths, Future Bible Heroes illetve The Gothic Heroes neveken. Dalaik fő témája általában a szerelem, jellemző rájuk a keserű hangulat és (bizonyos mértékben) a humor is. A zenekar Merritt stúdió projektjeként indult, "Buffalo Rome" néven. Barátnője, Claudia Gonson segítségével azonban zenekarrá nőtték ki magukat. Legelső koncertjüket 1991-ben tartották. Diszkográfiájuk 12 nagylemezt tartalmaz. Nevüket André Breton és Philippe Soupault A mágneses mezők című szürrealista regényének angol címéről kapták. A hatodik nagylemezük bekerült az 1001 lemez, amit hallanod kell, mielőtt meghalsz című könyvbe.

## Tagok
- Stephen Merritt - gitár, ukulele, billentyűk, ének
- Claudia Gonson - zongora, dobok, ütős hangszerek, ének, menedzselés
- Sam Davol - cselló, furulya
- John Woo - bendzsó, gitár
- Shirley Simms - ukulele, ének

## Diszkográfia
- Distant Plastic Trees (1991)
- The Wayward Bus (1992)
- The Charm of the Highway Strip (1994)
- Holiday (1994)
- Get Lost (1995)
- 69 Love Songs (1999)
- i (2004)
- Distortion (2008)
- Realism (2010)
- Love at the Bottom of the Sea (2012)
- 50 Song Memoir (2017)
- Quickies (2020)